# Brooks Thompson
Brooks James Thompson (Dallas, Texas, 19 de julio de 1970-San Antonio, Texas, 9 de junio de 2016) fue un jugador y entrenador estadounidense de baloncesto que disputó cuatro temporadas en la NBA y que después ejerció de entrenador, siendo el equipo masculino de baloncesto de la Universidad de Texas en San Antonio donde se llegó a asentar durante diez años, hasta su muerte en el 2016. Con 1,93 metros de estatura, jugaba en la posición de base.

## Trayectoria deportiva

### Universidad
Procedente del Littleton High School en Littleton, Colorado, donde fue nombrado Jugador del Año de Colorado en 1989 y lideró a Littleton con un récord de 24-0 y el título estatal 4A, Thompson asistió durante dos años a Texas A&M y fue nombrado en el segundo quinteto de la Southwest Conference en 1991 tras promediar 14.5 puntos, 3.1 rebotes y 5.7 asistencias. Posteriormente fue transferido a la Universidad de Oklahoma State, donde fue seleccionado en el segundo quinteto de la Big Eight Conference en 1993 y en el primer quinteto al año siguiente. Thompson lideró a los Cowboys en asistencias en ambas temporadas y promedió 16.9 puntos por partido como sénior. 

### Profesional
Thompson fue seleccionado en la 27.ª posición del Draft de la NBA de 1994 por Orlando Magic, donde jugó dos temporadas sin pasar de ocho minutos por partido. En agosto de 1996 fue traspasado a Utah Jazz, aunque solo disputó dos partidos antes de ser cortado por el equipo y firmar como agente libre con Denver Nuggets. En los Nuggets se mantuvo hasta final de temporada, aportando 6.8 puntos en 16.1 minutos. Su siguiente y última temporada en la NBA la pasó en Phoenix Suns y New York Knicks. En 1998 también militó brevemente en el Iraklis de la liga griega.

### Entrenador
Thompson comenzó su carrera como entrenador como asistente en Oklahoma State y al año siguiente fue contratado por la Metro Christian Academy como entrenador. En las dos siguientes temporadas trabajó como entrenador asistente en Southeastern Louisiana y en Oklahoma State. Desde 2002 hasta 2004 entrenó al Yavapai College, liderando al equipo a un récord de 28-7 en la campaña 2002-03 y obteniendo la clasificación para el torneo de la NJCAA, donde finalizaron undécimos en el rango nacional. En la 2003-04 terminaron con un balance de 27-7, 18.º en el ranking nacional y clasificándose por segundo año consecutivo al torneo de la NJCAA. 
Su gran labor en Yavapai le sirvió para ocupar el puesto de entrenador asistente en Arizona State, sirviendo a la universidad por dos temporadas. En 2006 fichó como entrenador por la Universidad de Texas en San Antonio, puesto que ocupó hasta que falleció en el año 2016.

## Estadísticas de su carrera en la NBA

### Temporada regular
| Temporada | Edad | Equipo          | Liga | P   | TIT | MIN  | TC  | TCA | %TC  | 3P  | 3PA | %3P  | TL  | TLA | %TL  | R.OF. | R.DEF. | REB | ASIS | ROB | TAP | PER | FP  | PTS |
| 1994-95   | 24   | Orlando Magic   | NBA  | 38  | 2   | 6.5  | 1.2 | 3.0 | .395 | 0.5 | 1.5 | .310 | 0.2 | 0.3 | .667 | 0.2   | 0.4    | 0.6 | 1.1  | 0.3 | 0.1 | 0.7 | 1.2 | 3.1 |
| 1995-96   | 25   | Orlando Magic   | NBA  | 33  | 0   | 7.5  | 1.5 | 3.1 | .466 | 0.8 | 1.9 | .391 | 0.6 | 0.8 | .704 | 0.1   | 0.6    | 0.7 | 0.9  | 0.4 | 0.0 | 0.7 | 1.1 | 4.2 |
| 1996-97   | 26   | TOTAL           | NBA  | 67  | 6   | 15.7 | 2.4 | 6.1 | .399 | 1.4 | 3.6 | .398 | 0.4 | 0.6 | .632 | 0.3   | 1.2    | 1.4 | 2.7  | 0.8 | 0.0 | 1.3 | 1.9 | 6.6 |
| 1996-97   | 26   | Utah Jazz       | NBA  | 2   | 0   | 4.0  | 0.0 | 0.5 | .000 | 0.0 | 0.0 |      | 0.0 | 0.0 |      | 0.0   | 0.0    | 0.0 | 0.5  | 0.0 | 0.0 | 0.5 | 0.5 | 0.0 |
| 1996-97   | 26   | Denver Nuggets  | NBA  | 65  | 6   | 16.1 | 2.5 | 6.2 | .400 | 1.5 | 3.8 | .398 | 0.4 | 0.6 | .632 | 0.3   | 1.2    | 1.5 | 2.8  | 0.8 | 0.0 | 1.3 | 1.9 | 6.8 |
| 1997-98   | 27   | TOTAL           | NBA  | 30  | 0   | 5.6  | 0.8 | 1.9 | .411 | 0.3 | 1.0 | .300 | 0.1 | 0.3 | .500 | 0.0   | 0.5    | 0.5 | 0.9  | 0.3 | 0.0 | 0.5 | 0.7 | 2.0 |
| 1997-98   | 27   | Phoenix Suns    | NBA  | 13  | 0   | 3.5  | 0.8 | 2.1 | .370 | 0.4 | 1.2 | .313 | 0.1 | 0.2 | .333 | 0.1   | 0.3    | 0.4 | 0.2  | 0.3 | 0.0 | 0.4 | 0.5 | 2.0 |
| 1997-98   | 27   | New York Knicks | NBA  | 17  | 0   | 7.1  | 0.8 | 1.7 | .448 | 0.2 | 0.8 | .286 | 0.2 | 0.3 | .600 | 0.0   | 0.6    | 0.6 | 1.4  | 0.4 | 0.1 | 0.6 | 0.9 | 1.9 |
| Carrera   |      |                 | NBA  | 168 | 8   | 10.2 | 1.7 | 4.0 | .409 | 0.9 | 2.4 | .376 | 0.3 | 0.5 | .647 | 0.2   | 0.8    | 0.9 | 1.7  | 0.5 | 0.0 | 0.9 | 1.4 | 4.5 |

### Playoffs
| Temporada | Edad | Equipo        | Liga | P | MIN | TCA | TC | 3PA | 3P | TLA | TL | R.OF. | REB | ASIS | ROB | TAP | PER | FP | PTS | %TC  | %3P  | %FT  | MIN | PTS | REB | AST |
| 1994-95   | 24   | Orlando Magic | NBA  | 3 | 11  | 3   | 4  | 3   | 4  | 3   | 4  | 1     | 2   | 3    | 0   | 1   | 2   | 1  | 12  | .750 | .750 | .750 | 3.7 | 4.0 | 0.7 | 1.0 |
| 1995-96   | 25   | Orlando Magic | NBA  | 5 | 48  | 10  | 21 | 1   | 6  | 5   | 7  | 3     | 5   | 7    | 0   | 1   | 9   | 7  | 26  | .476 | .167 | .714 | 9.6 | 5.2 | 1.0 | 1.4 |
| Carrera   |      |               | NBA  | 8 | 59  | 13  | 25 | 4   | 10 | 8   | 11 | 4     | 7   | 10   | 0   | 2   | 11  | 8  | 38  | .520 | .400 | .727 | 7.4 | 4.8 | 0.9 | 1.3 |